# Шевелёв, Николай Николаевич
Николай Николаевич Шевелёв (29 июля 1965, село Еленовское, Красногвардейский район, Адыгейская АО, Краснодарский край — 26 апреля 2000, под Сержень-Юртом, Шалинский район, Чеченская республика) — Герой Российской Федерации, командир батальона внутренних войск, подполковник.

## Биография
Родился 29 июля 1965 года в селе Еленовское, Красногвардейского района Республики Адыгея в семье крестьянина. Русский. Окончил в 1982 году 10 классов школы № 15. Призван во Внутренние войска МВД 16 декабря 1983 года. В 1988 году окончил Саратовское высшее военное командное училище МВД имени Ф. Э. Дзержинского, в 1998 году — Военную академию имени М. В. Фрунзе. Проходил службу в Уральском и Северо-Кавказском военных округах командиром взвода, роты, батальона. Трижды принимал участие в выполнении специальных заданий на территории Чеченской Республики. Погиб на 35-м году жизни 26 апреля 2000 года. Звание Герой Российской Федерации присвоено Указом президента РФ № 255 от 5 марта 2001 года посмертно. Награждён медалью «За отвагу». Похоронен в родном селе Еленовское.

## Награды
Указом президента Российской Федерации № 64 от 29.01.1997 года за мужество и героизм, проявленные при выполнении воинского долга, майору Шевелёву Николаю Николаевичу присвоено звание Героя Российской Федерации.
- Медаль «За отвагу». Указ президента Российской Федерации № 564 от 24.03.2000 года.

## Память

Бюст Шевелёва Н. Н. в Краснодаре на территории СОШ № 78

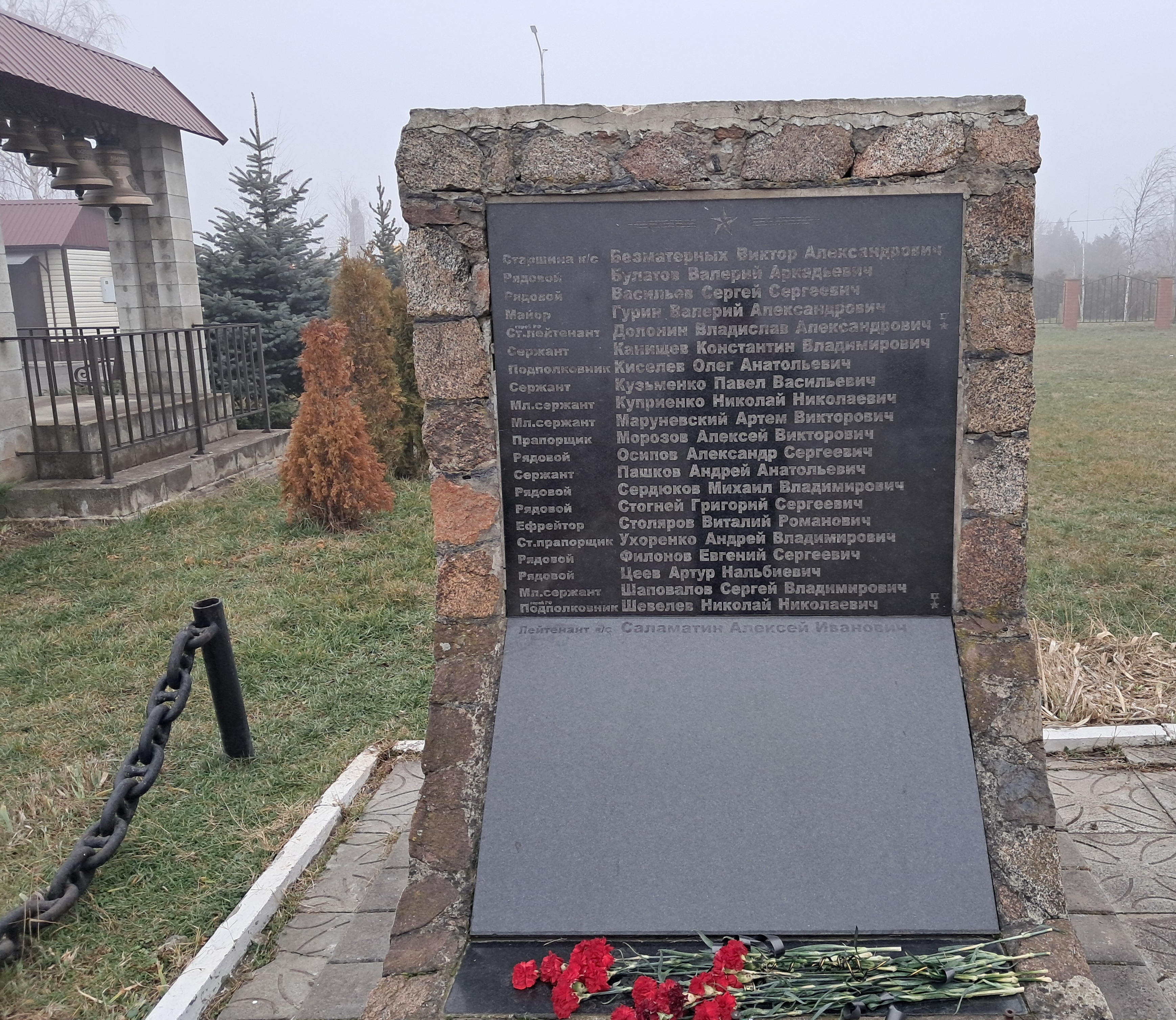
6-й пилон, где увековечен Герой

- В селе Еленовском Герою установлен надгробный памятник.
- Улица, на которой жил Герой, названа его именем.
- Имя Героя носит средняя школа № 15, где он учился. На здании школы в его честь установлена мемориальная доска.
- Именем Героя названа СОШ № 78 и улица в г. Краснодаре. 9 декабря 2019 года на территории школы установлен бюст.[2].
- Краснодарским краевым советом ветеранов правоохранительных органов и Внутренних войск учреждена премия его имени, вручаемая ежегодно в день Внутренних войск 27 марта лучшим воинам в их рядах.
- В Краснодарском университете МВД и на территории воинской части в Лабинске, где служил Н. Н. Шевелёв, установлены его бюсты.
- В Красногвардейском районе ежегодно проводится турнир по футболу, посвящённый памяти Героя.